# 陈栋 (外交官)
陈栋（？—），中华人民共和国外交官，曾任中华人民共和国驻中非共和国特命全权大使。现任中国驻法国大使馆公使。

## 生平
陈栋曾任驻阿尔及利亚大使馆参赞兼首席馆员和驻卢旺达大使馆政务参赞兼首席馆员。2016年，任驻比利时大使馆公使衔参赞兼首席馆员。2018年4月，出任中华人民共和国驻中非大使。2022年2月，自驻中非大使离任。